# Mise en Scène (Theater)

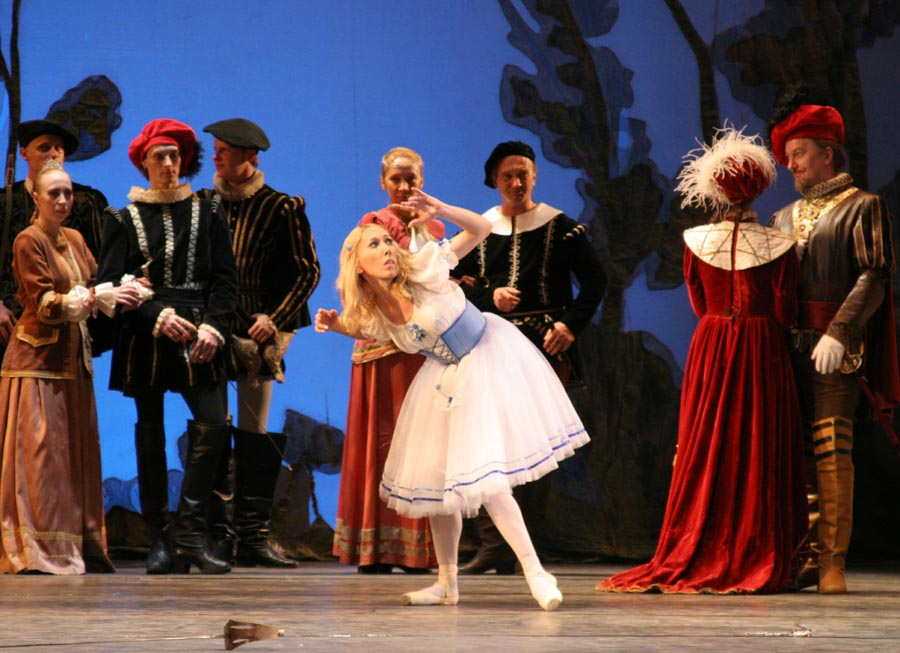
Mise en Scène im Stück Giselle

Der Ausdruck Mise en Scène (französisch für „in Szene setzen“) beschreibt die Inszenierung einer Theaterszene.

## Definition
Die Gestaltung beginnt bei der Abmessung des Spielraumes, dessen Einrichtung (Ausstattung) sowie der Ausgestaltung mit anspielbaren Gegenständen (Requisiten). Dieser technische Teil der Inszenierung wird auch als Set Dressing oder Staging bezeichnet.
Der zweite Aspekt der Mise en Scène sind die Anordnung sowie die Bewegung der Schauspieler im Raum. Die Grenze zum Staging ist dabei fließend, da die räumlichen Gegebenheiten die Darstellung beeinflussen können oder umgekehrt beim staging häufig die beabsichtigte Darstellung berücksichtigt werden muss.
Im Unterschied zur modernen (deutschen) Theaterregie, die sich auf „innerliche“ Vorgänge zwischen den Figuren und auf konzeptionelle Gedanken konzentriert, die oft nicht direkt sichtbar sind, bezeichnet Mise en Scène eher die Einrichtung der unmittelbar sichtbaren Dinge und Vorgänge. Eine Mise en Scène legt stärkeres Gewicht auf „Äußerlichkeiten“ wie Bühnenbild oder Choreografie als eine übliche Theaterregie.
Im 19. Jahrhundert wurden zahlreiche „livrets de mise en scène“ (Regiebücher) veröffentlicht, die es erlaubten, bedeutende Uraufführungen mit dem gleichen Bühnenbild und den gleichen Stellungen und Gängen der Schauspieler in kleineren lokalen Theatern nachzuspielen. Die Entwicklung vom „Nachstellen“ bekannter Einstudierungen zur eigenschöpferischen Regie begann erst im theatralischen Naturalismus nach 1880.